# Tuffi ai III Giochi europei - Trampolino 1 metro maschile
La competizione del trampolino 1 metro maschile ai Giochi europei di Kraków Małopolska 2023 si è svolta il 26 giugno 2023, presso l'Arena dei tuffi di Rzeszów, in Polonia. Per la prima volta, i campionati europei di tuffi sono stati integrati nei Giochi europei, la competizione ha quindi assegnato anche il titoli dell'8ª edizione dei campionati europei di tuffi.
Il turno preliminare si è svolto alle ore 10:00. La finale alle ore 18:00.

## Risultati
In verde sono indicati i finalisti
| Class   | Tuffaore            | Nazionalità   | Preliminare | Preliminare | Finale          | Finale          |
| Class   | Tuffaore            | Nazionalità   | Punti       | Class       | Punti           | Class           |
| ------- | ------------------- | ------------- | ----------- | ----------- | --------------- | --------------- |
| Oro     | Ross Haslam         | Gran Bretagna | 386.45      | 3           | 422.95          | 1               |
| Argento | Alexis Jandard      | Francia       | 384.00      | 4           | 411.50          | 2               |
| Bronzo  | Lorenzo Marsaglia   | Italia        | 361.05      | 6           | 410.55          | 3               |
| 4       | Jules Bouyer        | Francia       | 377.05      | 5           | 403.90          | 4               |
| 5       | Giovanni Tocci      | Italia        | 397.25      | 1           | 401.95          | 5               |
| 6       | Alberto Arévalo     | Spagna        | 346.20      | 9           | 377.95          | 6               |
| 7       | Moritz Wesemann     | Germania      | 388.35      | 2           | 377.20          | 7               |
| 8       | Alexander Lube      | Germania      | 326.70      | 11          | 376.75          | 8               |
| 9       | Danylo Konovalov    | Ucraina       | 355.50      | 7           | 375.60          | 9               |
| 10      | Jonathan Suckow     | Svizzera      | 346.30      | 8           | 358.80          | 10              |
| 11      | Jake Passmore       | Irlanda       | 326.70      | 11          | 327.85          | 11              |
| 12      | James Heatly        | Gran Bretagna | 335.90      | 10          | 323.30          | 12              |
| 13      | Stanislav Oliferčyk | Ucraina       | 326.00      | 13          | Non qualificati | Non qualificati |
| 14      | Isak Borslien       | Norvegia      | 315.00      | 14          | Non qualificati | Non qualificati |
| 15      | Andrzej Rzeszutek   | Polonia       | 312.75      | 15          | Non qualificati | Non qualificati |
| 16      | Alexandru Avasiloae | Romania       | 309.15      | 16          | Non qualificati | Non qualificati |
| 17      | Adrián Abadía       | Spagna        | 308.30      | 17          | Non qualificati | Non qualificati |
| 18      | Matej Nevešćanin    | Croazia       | 306.80      | 18          | Non qualificati | Non qualificati |
| 19      | David Ekdahl        | Svezia        | 306.65      | 19          | Non qualificati | Non qualificati |
| 20      | Kacper Lesiak       | Polonia       | 297.20      | 20          | Non qualificati | Non qualificati |
| 21      | Dariush Lotfi       | Austria       | 295.15      | 21          | Non qualificati | Non qualificati |
| 22      | Fabian Stepinski    | Svizzera      | 291.70      | 22          | Non qualificati | Non qualificati |
| 23      | Nikolaj Schaller    | Austria       | 281.60      | 23          | Non qualificati | Non qualificati |
| 24      | Elias Petersen      | Svezia        | 272.20      | 24          | Non qualificati | Non qualificati |
| 25      | Tornike Onikashvili | Georgia       | 265.75      | 25          | Non qualificati | Non qualificati |
| 26      | Theofilos Afthinos  | Grecia        | 254.40      | 26          | Non qualificati | Non qualificati |
| 27      | Athanasios Tsirikos | Grecia        | 249.40      | 27          | Non qualificati | Non qualificati |
| 28      | Martynas Lisauskas  | Lituania      | 245.30      | 28          | Non qualificati | Non qualificati |
| 29      | Josef Hugo Šorejs   | Rep. Ceca     | 245.25      | 29          | Non qualificati | Non qualificati |
| 30      | Irakli Sakandelidze | Georgia       | 243.90      | 30          | Non qualificati | Non qualificati |
| 31      | Nikola Paraušić     | Serbia        | 221.70      | 31          | Non qualificati | Non qualificati |